# Armando López Nogales
Armando López Nogales (Cananea, Sonora; 1 de septiembre de 1950) es un político mexicano, miembro del Partido Revolucionario Institucional. Fue Senador por su estado de 1994 al 2000, y Gobernador de Sonora para el sexenio 1997-2003.